# カルロ・オリアーニ

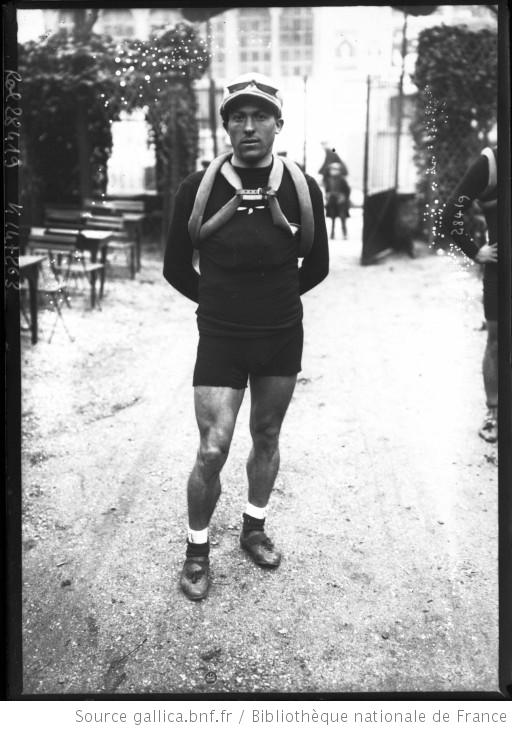
カルロ・オリアーニ

カルロ・オリアーニ（Carlo Oriani、1888年11月5日 - 1917年12月3日）は、イタリア、チニゼッロ・バルサモ出身の自転車競技（ロードレース）選手。
1913年のジロ・デ・イタリアにおいて総合優勝を果たした。
この他、1912年のジロ・ディ・ロンバルディアを優勝している。